# Jeanne d'Arc (1948)
Jeanne d'Arc (engelska: Joan of Arc) är en amerikansk biografisk dramafilm från 1948 i regi av Victor Fleming. Filmens manus är baserat på pjäsen Johanna från Lothringen från 1946 av Maxwell Anderson.

## Rollista i urval
| Ingrid Bergman      | – Jeanne d’Arc                                  |
| Francis L. Sullivan | – Pierre Cauchon                                |
| J. Carrol Naish     | – John, Count of Luxembourg                     |
| Ward Bond           | – La Hire                                       |
| Shepperd Strudwick  | – Fader Massieu (Joan's bailiff)                |
| Gene Lockhart       | – Georges de la Trémouille                      |
| John Emery          | – Jean, Duke d'Alencon                          |
| Leif Erickson       | – Dunois, Bastard of Orleans                    |
| Cecil Kellaway      | – Jean le Maistre                               |
| José Ferrer         | – Dauphinen, Karl VII, senare kung av Frankrike |
| Selena Royle        | – Isabelle d’Arc                                |
| Robert Barrat       | – Jacques d’Arc                                 |
| Irene Rich          | – Catherine le Royer                            |
| Nestor Paiva        | – Henri le Royer                                |
| Ray Teal            | – Bertrand de Poulengy                          |
| George Coulouris    | – Sir Robert de Baudricourt                     |
| Hurd Hatfield       | – Fader Pasquerel                               |
| Taylor Holmes       | – Avranches Biskop                              |
| Dennis Hoey         | – Sir William                                   |
| Alan Napier         | – Earl of Warwick                               |
| Aubrey Mather       | – Jean de La Fontaine                           |
| Herbert Rudley      | – Isambard de la Pierre                         |
| Frank Puglia        | – Nicolas de Houppeville, domare                |
| William Conrad      | – Guillaume Erard, åklagare                     |